# Stazione di Sestri Levante
La stazione di Sestri Levante è una stazione ferroviaria posta sulla linea Genova-Pisa, a servizio dell'omonima città ligure.

## Storia

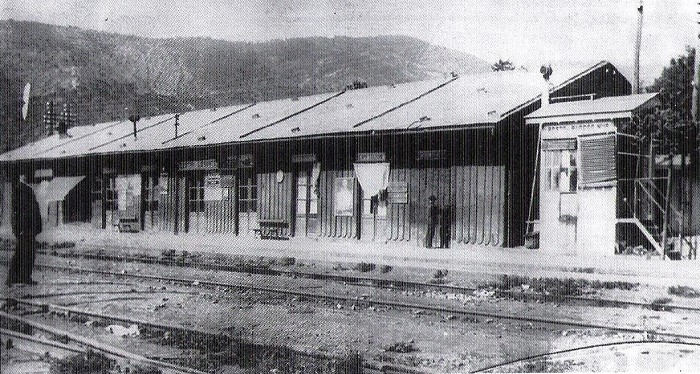
La prima stazione di Sestri Levante

La prima stazione di Sestri Levante fu inaugurata il 23 novembre 1870, in concomitanza con l'apertura della tratta ferroviaria da Chiavari, divenendo capolinea provvisorio della ferrovia proveniente da Genova, prolungata nel 1874 fino a La Spezia. Il tracciato originale seguiva il percorso via Mazzini (tratto in variante della via Aurelia romana) - piazza Italia - piazza S. Antonio - via Fascie (tratto in variante della via Aurelia moderna divenuta l'attuale via Nazionale), fino a ricongiungersi a monte con il tracciato a tutt'oggi esistente.
La stazione, il cui fabbricato viaggiatori era in legno, si trovava dunque a mare rispetto all'attuale tracciato della via Aurelia, in un'area adiacente all'attuale piazza Italia..
Nel 1890 la tratta Chiavari-Riva Trigoso, comprendente l'impianto di Sestri Levante, venne raddoppiata.
Per far fronte alle accresciute esigenze di traffico, il 27 luglio 1924 fu inaugurato l'attuale impianto, situato più a monte e di maggiori dimensioni e dotato di un fascio di binari passeggeri per le partenze verso Genova. Tale stazione entrò in esercizio l'anno successivo, il 27 luglio 1925, in concomitanza del riassetto della sede che ospitava i binari di corsa, e vide la sostituzione del precedente fabbricato provvisorio in legno con il definitivo, monumentale edificio. La stazione venne dotata di un apparato centrale elettrico a leve individuali, primo apparato di tale genere ad essere installato in Italia, dotato complessivamente di 70 leve, nonché di un tipo di segnalamento sperimentale (segnale a fuoco di colore), antenato dei successivi segnali luminosi fissi.
Il tratto a valle dismesso fu smantellato insieme al fabbricato viaggiatori andato distrutto.
Contestualmente furono attuati i lavori di elettrificazione dello scalo alla tensione trifase di 3600 V, 16 2/3 Hz, attivata entro il 1926. La conversione in corrente continua a 3000 V avvenne nell'aprile 1947 verso La Spezia (la stazione divenne in tale occasione località di cambio trazione) e il 25 aprile 1948 verso Genova.

## Strutture e impianti
La stazione dispone di 5 binari passanti e 2 binari tronchi collocati sul lato sinistro del fabbricato viaggiatori, dedicati al servizio passeggeri, più altri binari passanti usati per il ricovero di carri ferroviari e sosta di treni non in servizio. I binari impiegati per il servizio viaggiatori sono tutti dotati di banchina e monitor di indicazione dei treni in partenza e collegati tra loro da un sottopassaggio; i binari passanti sono anche provvisti di tettoie. I binari di corretto tracciato sono il 2 e il 3, rispettivamente verso Genova e verso La Spezia, mentre gli altri binari sono su tracciato deviato e vengono impiegati dai treni che effettuano capolinea nello scalo.
Fino al 2007 erano presenti altri tre binari tronchi, uno dedicato al servizio passeggeri e gli altri due usati anch'essi per lo stazionamento di treni merci e passeggeri fuori servizio, che vennero eliminati in occasione della costruzione del vicino parcheggio e di un complesso edilizio.

## Movimento

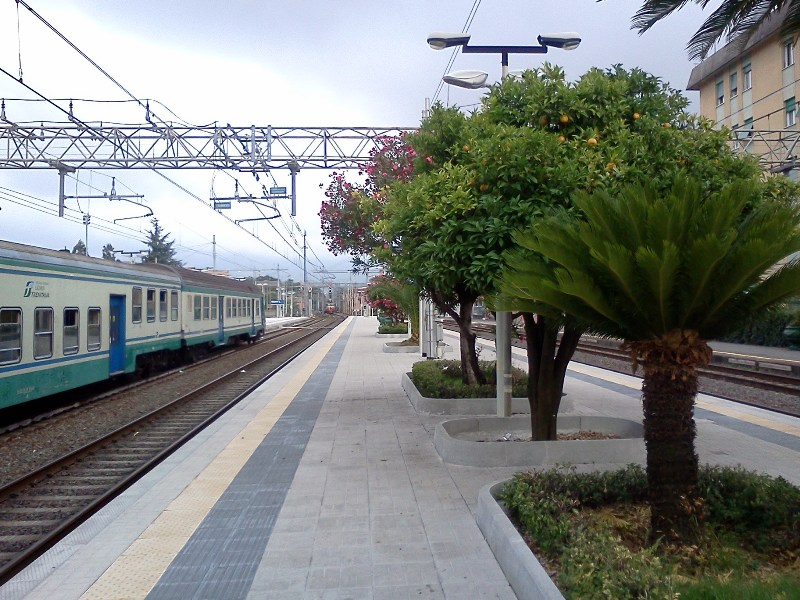
La zona binari della stazione

La stazione è servita prevalentemente dalle relazioni regionali Trenitalia svolte nell'ambito del contratto di servizio con la Regione Liguria. In particolare la località funge sia da capolinea che da fermata per i servizi regionali sulla direttrice verso Genova e Savona e per quelli del collegamento con le Cinque Terre e l'area della Spezia. Sono presenti anche alcuni servizi regionali periodici, effettuati solo nei fine settimana e nei giorni festivi del periodo estivo, che collegano il levante ligure ed alcune città della Lombardia, effettuati dalla società lombarda Trenord.
A Sestri Levante effettuano inoltre fermata numerosi servizi a lunga percorrenza, sempre effettuati da Trenitalia, che collegano Torino e Milano con le località della costa tirrenica.
A Sestri Levante effettuano servizio anche alcune relazioni internazionali diurne e notturne; le Ferrovie Federali Svizzere collegano la località con Zurigo Centrale, con una coppia di treni effettuati anch'essi solamente nei fine settimana e nei giorni festivi, limitati invece a Genova durante gli altri giorni dell'anno. Le ferrovie austriache offrono invece un collegamento notturno quotidiano sulla relazione La Spezia Centrale - Vienna Centrale.
In passato lo scalo fu fermata e capolinea di altre relazioni internazionali che lo collegavano con la Svizzera e la Germania, quali gli EuroCity Carlo Magno e Barbarossa ed i treni della società Cisalpino.

## Servizi
La stazione dispone dei seguenti servizi: 
- Biglietteria automatica
- Posto di Polizia ferroviaria
- Servizi igienici
- Biglietteria a sportello
- Edicola
- Sala d'attesa

## Interscambi
La stazione è dotata di parcheggio di interscambio per auto, vicino al capolinea degli autobus AMT diretti nelle località dell'entroterra.
 Fermata autobus
 Stazione taxi